# Конти, Билл
Уи́льям (Билл) Ко́нти (англ. William «Bill» Conti; род. 13 апреля 1942) — американский композитор и дирижёр, наиболее известный как автор музыки к таким фильмам, как «Рокки» (и к четырём из пяти сиквелов), «Только для твоих глаз», «Династия» и «Парни что надо», за последний из которых он получил «Оскар» за лучшую музыку к фильму. Конти также номинировался на Оскар в категории «Лучшая оригинальная песня» за песни «Gonna Fly Now» из «Рокки» и титульную песню из «Только для твоих глаз». Он 19 раз был музыкальным директором на церемонии вручения «Оскаров», что является рекордом.
Также Билл Конти является пятикратным обладателем премии «Эмми».

## Дискография
- См. «Bill Conti § Recording credits» в английском разделе.

## Премии и номинации
- См. «Bill Conti § Awards and nominations» в английском разделе.